# Gaj Julije Cezar
Gaj Julije Cezar, latinski Cāius Iulius Caesar (Rim, 13. srpnja 100. pr. Kr. – Rim, 15. ožujka 44. pr. Kr.), rimski vojskovođa, političar i pisac.
Najslavniji rimski vladar, Cezar je brojnim vojnim pobjedama znatno proširio utjecaj i vlast Rimskog Carstva. Pobijedivši Pompeja Velikoga u građanskom ratu od 46. pr. Kr. zavladao je kao diktator. Njegova diktatura označava kraj vrhovne vladavine senata u Rimu i početak carstva. Iako je ubijen u atentatu, Rimska Republika je od 27. pr. Kr. i formalno postala Rimsko Carstvo.

## Životopis
Cezar je potjecao iz ugledne patricijske porodice Julijevaca. U doba cara Oktavijana, koji je naslijedio Cezara i postao prvi rimski car, u epu Eneida Publije Vergilije Maron veliča Julijevce povezujući ih s legendarnim trojanskim junakom Enejom. Julijevci su bili poznati po kršnosti i visini rasta, a Cezar je jedini bio kržljav i slabašan, iako ga to nije spriječilo da marljivo trenira tjelesne karakteristike, te da postane „krv krvi svoje”.
Cezaru je pruženo vrhunsko onodobno obrazovanje s neizbježnim putovanjem u Grčku gdje je učio govorništvo. Bio je nećak političara Gaja Marija, koji je od 88. pr. Kr. započeo građanski rat s Lucijem Kornelijem Sulom. Marije je umro 86. pr. Kr., a 85. pr. Kr. Cezar je smrću oca sa samo 16 godina postao glava obitelji i postavljen je za flamen Dialis (Jupiterov svećenik). God. 84. pr. Kr. Cezar se oženio s Kornelijom, također plemkinjom i kćerkom Lucija Kornelija Cina, Marijeva saveznika protiv Sule. Kada je Sula 82. pr. Kr. postao apsolutni diktator oduzeo je Cezaru sve titule i naredio mu da se razvede. Ovaj je to odbio i otišao iz Rima. Cezarovi prijatelji su ga savjetovali da se ne vraća zbog rizika proskripcije. Jedino činjenica da je imao veze na visokim položajima spasila ga je od gotovo sigurne smrti. Cezar se prijavio u rimsku vojsku i otišao u Malu Aziju, gdje se istaknuo u opsadi Mitilene, potom u sukobu s gusarima u Egejskome moru (75. pr. Kr.) i u Trećem ratu protiv Mitridata. Za pontifexa je bio izabran 75. pr. Kr., a zatim za vojnoga tribuna. Iako mu je Sula formalno oprostio i pomilovao ga, Cezar se nije vraćao u Rim do Suline smrti, 78. pr. Kr.
Po povratku u Rim Cezar počinje raditi kao odvjetnik. Na toj funkciji istaknuo se kao žestok kritičar i protivnik korupcije kod političara. Cezar je putovao na otok Rod kako bi usavršio govorništvo kod slavnog govornika Apolonija Molona. Na putu su ga zarobili pirati. Kada su namjeravali zatražiti otkupninu od 20 talenata, Cezar im se nasmijao i rekao da očito ne znaju koga su oteli. Na njegov nagovor ovi su zatražili i dobili 50 talenata za Cezarovo puštanje. Čim je pušten Cezar je organizirao potjeru na moru, zarobio pirate koji su ga oteli i osudio ih na smrt razapinjanjem na križu.
69. pr. Kr. umrla je Cezarova prva žena Kornelija tijekom porađaja. Iste godine je umrla i Julija, Cezarova teta. Cezarovi protivnici su ga kritizirali da je Julijin sprovod bio politički proračunljiv i da tu Cezar napada proskripcijske zakone iz Sulinog vremena i time skuplja političke bodove. Cezar je sljedeće godine izabran za kvestora i odlazi u Španjolsku. Po povratku u Rim nastavlja se baviti pravom sve dok 65. pr. Kr. ne postaje kurulski edil. Ta funkcija je uključivala reguliranje prometa, trgovine i ostalih svakodnevnih događaja u Rimu. Posebno je zanimljivo da je to uključivalo i organizaciju igara u Rimskom cirkusu. Proračun za zabavljanje najširih slojeva ljudi bio je ograničen. Cezar nije štedio na novcu i organizirao je dotad najspektakularniju zabavu za narod. Godina je završila tako da je Cezar bio slavan od naroda i poznat, ali je osobno bio prezadužen za ono vrijeme ogromnom svotom od nekoliko stotina zlatnih talenata.
God. 63. pr. Kr. Cezar postaje pontifex maximus. Ta funkcija je obuhvaćala dobivanje nove kuće Domus Publica, bavljenje pitanjima koji se dotiču Rimske religije i, najvažnije za Cezara, rješavanje svih dugova.
Iste godine Cezar je zajedno s Markom Licinijem Krasom optužen pred senatom za urotu koju je pokrenuo rimski političar Lucije Sergije Katalina. Petorica Katalinih bliskih suradnika i prijatelja poslani su u smrt bez suđenja. Iako je konzul Marko Tulije Ciceron zatražio smrtnu kaznu za obojicu, Cezar i Kras su oslobođeni.
Cezar je 62. pr. Kr. izabran za pretora. Iste se godine razveo od svoje druge žene Pompeje.
61. pr. Kr. Cezar odlazi kao propretor u Španjolsku, gdje je pacificirao buntovna plemena i preuredio financije, ali i vojnim osvajanjima stekao znatno bogatstvo. 60. pr. Kr. vraća se u Rim i podmiruje sve svoje dugove. 59. pr. Kr. godine Cezar je zajedno s Pompejom i Krasom sklopio prvi trijumvirat. Cilj ovog sporazuma je bio preuzimanje vlasti u Rimskoj republici iz ruku senata. Pompej je bio najčuveniji rimski general, a Kras vjerojatno najbogatiji Rimljanin. Cezar je imao brojne političke veze, pa je ova podjela vlasti bila korisna za sve. Da bi zapečatili savez Pompej je oženio Juliju, Cezarovu jedinu kćer. Iako je ovo bio bez sumnje politički brak, ljubav između Julije i Pompeja je bila obostrana.
Trijumviri su podijelili vlast na način da je Cezar dobio za upravu Galiju. Kao konzul, Cezar je proveo agrarni zakon, a 58. pr. Kr. započeo je Galski rat, koji je trajao do 51. pr. Kr. Rezultat rata je bila potpuna pobjeda Rimljana i pokoravanje srednje Europe. Cezar je postao namjesnik Galije, a 55. pr. Kr. i 54. pr. Kr. poduzeo je dva pohoda protiv Germana; u dva maha (55. pr. Kr. i 53. pr. Kr.) uzalud je pokušao invaziju Britanije.
God. 55. pr. Kr. Pompej i Kras su izabrani ponovo za konzule, a Cezar za prokonzula na rok od još pet godina. Sljedeće godine Cezarova kćer Julija je umrla tijekom porođaja. Kras je poginuo 53. pr. Kr. u bitci kod Harana gdje ga je porazio partski zapovjednik Surena. Nakon Julijine i Krasove smrti Pompej i Cezar se počinju međusobno udaljavati u stajalištima, što konačno dovodi i do građanskog rata između njih.

### Građanski rat
Dok je Cezar još uvijek bio u Galiji, Pompej je u Rimu zadobio većinu u senatu. Kada je Cezaru istekao petogodišnji rok prokonzula, 50. pr. Kr., Senat je pozvao Cezara da se pojavi sam u Rimu, te da prije toga raspusti svoju vojsku. Cezar je znao da će u Rimu biti bespomoćan bez imuniteta kao konzul, ili ako nema zaleđe koje mu donosi zapovjedništvo nad legijama. Cezar je odbio naredbu senata i 10. siječnja 49. pr. Kr. prešao s vojskom rijeku Rubikon. Rubikon je bila granica s Italijom i to je označilo početak građanskog rata. Predaja tvrdi da je prilikom prelaska Rubikona Cezar izrekao Alea iacta est! („Kocka je bačena!”).
Mnogi senatori su pobjegli iz Rima jer nisu znali da Cezar ima svega jednu legiju sa sobom. Pompej je imao mnogo veću vojsku i Cezar mu je nudio pregovore i mogućnost da obnove savezništvo, što je Pompej odbio. Osiguravši zaleđe u Italiji, Africi i Španjolskoj, Cezar je krenuo u potjeru za Pompejom. Prekretnicu u građanskom ratu donosi bitka kod Farsala u Tesaliji, 48. pr. Kr. Cezar je tu pobijedio dvostruko veću vojsku, a Pompej je pobjegao u Egipat. Cezar je nastavio potjeru prema Egiptu. Dok se tamo nalazio, protiv njega su se pobunili stanovnici Aleksandrije, koji su ga 5 mjeseci držali blokiranog, i u nekoliko trenutaka doveli na rub propasti. No, sa svega 3200 pješaka i 800 konjanika Cezar se ipak održao vještom pripremom utvrđenja i smjelim manevrima kojima je sačuvao vezu s morem. Ovladao je ponovo Aleksandrijom tek kada mu je u pomoć, s pojačanjima, stigao Mitridat iz Pergama (Μιθριδατοης ό Περγαμηνός). Kasnije je u bitci kod Nila pobijedili Ptolemeja XIII. u i prepustio upravu Egipta svojoj saveznici Kleopatri VII. Zatim je sredio prilike u Judeji i Siriji i munjevito pobijedio i pontskog kralja Farnaka II. u bitci kod Zele, 47. pr. Kr. Nakon te bitke poslao je senatu čuvenu poruku Veni, vidi, vici („Dođoh, vidjeh, pobijedih”). U međuvremenu Pompej je ubijen kraj Peluzija. Cezar je pobijedio protivnike i u bitci kod Thapsusa, 46. pr. Kr. i Gnej Pompeja, sina Pompeja Velikog, u bitci kod Munde, 45. pr. Kr.
Vrativši se u Rim, 46. pr. Kr., Cezar je po treći put postao konzul zajedno s Markom Emilijem Lepidom, a kao namjesnik Ilirika stišao je (46. pr. Kr.) ilirski ustanak. God. 45. pr. Kr. postaje jedini konzul, čime postaje apsolutni diktator i sva vlast u Rimskom Carstvu je u njegovim rukama. Kao „apsolutni monarh” proglasio je opću amnestiju, provodio državne reforme, sređivao sudstvo, povećavao broj senatora i spremao mjere za osiguranje granica. Cezar i Kleopatra su održavali svoju vezu koja je započela u Egiptu i ona mu je rodila sina, Cezariona. Nisu se nikada vjenčali, ali u Rimu se ova veza nije smatrala preljubom, te je Kleopatra nekoliko puta odsjela u njegovoj vili u Rimu, s druge strane Tibera. God. 44. pr. Kr. Cezar postaje konzul po peti put, ovaj put zajedno s Markom Antonijem.

### Cezarovo ubojstvo
Na vrhuncu njegove moći Cezara je usmrtila skupina senatora u atentatu prilikom ulaska u Senat, na ožujske Ide (15. ožujka) 44. pr. Kr. Uboden je noževima 23 puta. Na čelu urote nalazili su urotnici iz patricijskih redova : Marko Junije Brut, Gaj Kasije Longin i Gaj Trebonije. Prema tradiciji Cezarove posljednje riječi upućene Brutu su bile (nekoliko verzija):
- Καὶ συ τέκνον? (grčki, "I ti, sine?")
- Tu quoque, Brute, filī mī! (latinski, "Zar i ti, Brute, sine moj!")
- Et tu, Brute? (latinski, "I ti, Brute?")
- Etiam tu, mi fili Bruti! (latinski, "Zar i ti, (moj) sine Brute")

Nakon Cezarovog ubojstva stvoren je drugi trijumvirat između Marka Antonija, Oktavijana i Marka Emilija Lepida. Kada su se trijumviri obračunali s Cezarovim ubojicama (svi su ili ubijeni ili počinili samoubojstvo) izbio je novi građanski rat između Oktavijana s jedne i Marka Antonija i Kleopatre VII. s druge strane. Pobjedom u pomorskoj bitci kod Akcija, 31. pr. Kr., Oktavijan je ostao samovladar a od 27. pr. Kr. i službeno prvi Rimski car.

## Ostavština
Cezar je bio velik strateg i dobar taktičar. U svojim pohodima primjenjivao je brze pokrete četa, stalne ofenzive, nepoštedne borbe i represalije. Istaknuo se i kao pisac: jedan je od glavnih predstavnika rimske proze. Jednostavno i koncizno opisao je svoje ratovanje u Galiji u memoarima Komentari o galskom ratu (Commentarii de bello Gallico, u 7 knjiga kojima je Aulo Hircije dodao osmu), a građanski rat protiv Pompeja u djelu Komentari o građanskom ratu (Commentarii de bello civili, u 3 knjige). Težio je za prividnom objektivnošću (o sebi govori u trećem licu). Djela su, iako pisana s apologetskom i političkom nakanom, izvor povijesnih, vojnih i drugih zanimljivosti, a zbog čistoće jezika i elegancije stila pripadaju uzorima klasičnoga latiniteta. Bavio se i filološkim radom; njegovo djelo O analogiji (De analogia) sačuvano je u ulomcima.
Cezar je na temelju sunčane godine uveo nov kalendar, koji se po njegovu imenu naziva „julijanski kalendar”. Njime se i danas služi Pravoslavna Crkva. Od njegova nadimka nastali su kasniji vladarski naslovi: u Rimljana caesar, u Talijana cesare, u Nijemaca Kaiser, u nas cesar i car. Njegov život opisali su u antičko doba Svetonije i Plutarh, a kasnije je postao temom mnogih umjetničkih ostvarenja.
Najpoznatije djelo o njegovom životu je drama Julije Cezar (drama) koju je oko godine 1599. napisao William Shakespeare, a George Frideric Handel je 1724. skladao najpoznatiju operu o Cezaru, Giulio Cesare.
Najpoznatije moderno djelo o njegovom životu je drama Cezar i Kleopatra, koju je napisao George Bernard Shaw 1898. god. Ona je poslužila kao temelj raskošnom filmu iz 1945. god., Cezar i Kleopatra (1945.) u kojemu Cezara utjelovio Claude Rains, a Kleopatru Vivien Leigh.

## Vanjske poveznice
- Julius Caesar (engl.)
- Quotes from Julius Caesar on Wikiquote (engl.)
- Latinski Wikicitati